# Forduló (társalgáselemzés)
A forduló (angolul: turn, vagy másképp: beszédlépés) a pragmatika egyik hagyományos területén, a társalgáselemzésben használt fogalom. A forduló jelenti a társalgás (másképpen: párbeszéd vagy interakció) alapegységét, amely egy beszélőtől származó megnyilatkozást takar, és olyan aktivitást értenek alatta, amely során a társalgás egyik résztvevője él a megszólalás lehetőségével. Egy forduló addig tart, amíg az egyik beszélő folyamatosan magánál tartja a szót, anélkül hogy átadná a megnyilatkozás lehetőségét egy társalgásban részt vevő másik félnek.

## A forduló jellemzői

### A forduló felépítése
A forduló mint a társalgás elemi egysége lehet mondat, frázis vagy akár valamilyen lexikai konstrukció is, azonban lényeges kikötés, hogy minden esetben egy beszélőtől származó megnyilatkozásról van szó. A fordulót háromrészes interaktív szerkezettel jellemezhetjük: egy visszautaló, egy előremutató és egy aktuális helyzettel összefüggő elemből áll, amelyek igazodnak a mindenkori beszédlépés feladataihoz.

### A forduló elkülönítése
A társalgáson belül egy forduló elkülönítésében nemcsak technikai szempontok játszanak közre. Egy társalgásnak kiterjedt és határozott közösségi szabályrendszere van, amely behatárolja a különböző típusú párbeszédes szövegtípusok fordulóit. Egy forduló felépítésénél egyszerre meghatározó a beszélő szándéka, a beszédhelyzet, a kontextus, valamint a megelőző és követő fordulók jelleme és lényege. Például a megnyilatkozás hosszúságát, tartalmát és struktúráját befolyásolhatja az, hogy a befogadó félnek milyen hatása van a beszélőre.
A hagyományos nyelvészettel ellentétben a társalgáselemzésben a megnyilatkozás nem különíthető el az interakciótól. Egy forduló önmagában nem, hanem csak a megelőző és követő fordulók viszonylatában értelmezhető, mivel nem csak az őt megelőző fordulók befolyásolják, hanem a továbbiak visszamenőleg is értelmezik. Egy párbeszédben tehát a fordulók összeadódnak, majd pedig együttesen alakítják a párbeszéd értelemét és szerkezetét. Ez összefügg azzal, hogy a fordulók között koreferenciális kapcsolat van, vagyis ugyanarra a szövegvilágbeli dologra utalnak.

### A forduló funkciója
A fordulók funkciója kettős, szerepük egyrészt reprezentációs, másrészt szerkezeti jellegű. A társalgás szerkezete alapján a forduló megjelenhet a párbeszéd elején, végén és azon belül egy téma indításánál vagy váltásánál. Így elkülöníthetünk kezdeményező, reagáló és lezáró fordulókat is.

## A forduló a társalgásokban
Többféle társalgás létezik, de van néhány a fordulóhoz kapcsolódó általános jellemző, amely alapján a párbeszédek szerveződését le lehet írni. Egy társalgás legalább két beszélő által létrehozott megnyilatkozások összege, vagyis a legkisebb párbeszéd két fordulóból áll. Nem kizárt azonban, hogy egy társalgást nemcsak két beszélő alakít, hanem több résztvevőnek is szerepe van benne. (A két résztvevős társalgást nevezzük dialógusnak, a több résztvevős társalgás pedig a polilógus.) A megnyilatkozások létrehozásnál lényegesebb a beszélgetőpartnerek között kialakuló interaktív együttműködés. Az interaktivitás létrehozásában jelentős szerepet játszik a beszélgetőpartnerek folyamatos figyelme, amelyet különböző eszközökkel (pl. szemkontaktus, testtartás, mozgás, nyelvi befogadójelzések) kifejezésre juttatnak.
A megnyilatkozók sorrendje többféleképpen alakulhat. Az önkiválasztás során valamelyik beszélőpartner magához ragadja a szót, jogot nyer a forduló megtételére. A külső kiválasztás során pedig az addig beszélő kiválasztja a következő megnyilatkozót. Ha nem történik külső kiválasztás és önkiválasztás sem, akkor az eredeti beszélő folytathatja a fordulóját. Az éppen megnyilatkozó fél a forduló lezárásával elveszítheti a beszédhez való jogát, de ha ezt el akarja kerülni, a lehetséges végpont kitolásának érdekében több eszközt is igénybe vehet (például mellékmondatokat illeszthet a megnyilatkozásához). Ahhoz, hogy egy forduló kitolása sikeres legyen, mindkét fél beleegyezésére szükség van.

### A fordulók váltása
Egyes értelmezések szerint a forduló magába foglalja azt az átmenetet is, amikor az egyik beszélő váltja a másikat. De a beszélői szerepek cserélődését általában külön vizsgálják, és a fordulóváltás (angolul: turn-taking, vagy másképp: beszélőváltás) fogalmat alkalmazzák rá. A fordulóváltás lezajlásához az aktuális beszélőnek el kell jutnia egy olyan pontig, ahol jelzi a másik résztvevőnek, hogy övé a sor. Ez a pont egy átmeneti relevanciahely, ilyen például, amikor az első fordulóban az aktuális beszélő kiválasztja a következő beszélőt. A fordulóváltást megkönnyíti a forduló szemantikája, szintaktikája, fonológiája és intonációs jellemzői, mert  ezek teszik kiszámítható a fordulók lehetséges lezárását és az átadásra alkalmas helyeket.

### A fordulók száma a társalgásokban
A társalgások során a megnyilatkozások számától függetlenül a fordulók szoros, szekvenciális egységekké szerveződnek. Bár az is előfordulhat, hogy a nyitó forduló válasz nélkül marad, vagy a fordulók közötti kapcsolat közbeékelés során megszakad.
A legkisebb, kétfordulós párbeszédek állandósult formában szomszédsági párokat alkotnak, ilyen rögzült, egymást követő forduló lehet például a kérdés-felelet vagy az üdvözlés-üdvözlés. A szomszédsági párok azért is kapnak állandó formát, mert a párbeszéd első fordulója valamilyen mértékben gyakran beszédaktusként elvárásokat támaszt a második fordulóval szemben. Ha a társalgás két fordulóból áll, akkor az első egy kezdeményező, a második pedig reagáló, ebben az esetben a funkciók nem felcserélhetőek. A két forduló alatt kifejtett párbeszédeket nevezhetjük kétfordulós dialógusoknak, vagy a fordulóváltások számának alapján egyfokú dialógusoknak.
A többfordulós párbeszédek többféle variációs lehetőséget mutatnak, mint a szomszédsági párok, egy nyitott rendszert alkotnak és kevésbé szabályosak. Ezek a kettőnél több fordulóból álló két- vagy többfokú (kettőnél több fordulóváltást tartalmazó) dialógusokat makrodialógusoknak hívjuk.